# Psicodélico 1966-1975
Psicodélico 1966-1975 é o quarto álbum do roqueiro brasileiro Serguei,, sendo o último lançado em vida. O álbum foi lançado somente em formato LP em 2013 pelo selo Groovie Records.
Trata-se de uma coletânea com todos os compactos gravados pelo roqueiro entre 1966 e 1975.
Uma curiosidade é que a capa deste álbum é bastante similar a do compacto Serguei, de 1975.

## Faixas
| Lado A |                      |                |         |  |
| N.º    | Título               | Compositor(es) | Duração |  |
| 1.     | "Burro Cor De Rosa"  |                |         |  |
| 2.     | "Eu Não Volto Mais"  |                |         |  |
| 3.     | "De Sol A Sol"       |                |         |  |
| 4.     | "Eu Sou Psicodélico" |                |         |  |
| 5.     | "Aventura"           |                |         |  |

| Lado B |                                |                |         |  |
| N.º    | Título                         | Compositor(es) | Duração |  |
| 6.     | "Alfa Centauro"                |                |         |  |
| 7.     | "Ouriço"                       |                |         |  |
| 8.     | "As Alucinações de Serguei"    |                |         |  |
| 9.     | "Maria Antonieta Sem Bolinhas" |                |         |  |
| 10.    | "Pegue Zé"                     |                |         |  |